# ASベジエ・エロー
アソシアシオン・スポルティヴ・ベジエ・エロー（仏: Association Sportive Béziers Hérault, オック語: Associacion Esportiva de Besièrs Erau）は、フランスのエロー県ベジエに本拠地を置くラグビーユニオンクラブである。スタジアムはスタッド・ラウル＝バリエール。プロD2（2部）に所属。

## 歴史
1911年創設。
1970年代から1980年代前半にかけてフランス選手権で10回の優勝を収めた。
2004-05シーズンをトップ16でプレーしたのを最後に、トップディビジョンから遠ざかっている。

## タイトル

### 国内タイトル
- フランス選手権（現・トップ14）
  - 優勝 11回（1961, 1971, 1972, 1974, 1975, 1977, 1978, 1980, 1981, 1983, 1984）
  - 準優勝 4回（1960, 1962, 1964, 1976）

## スコッド
- フランシスコ・フェルナンデス(ポルトガル代表)
- ジリアン・べノー(ベルギー代表)
- ウィリアム・ファン・ボスト(ベルギー代表)
- ヒューゴ・カマチョ(ポルトガル代表)
- サムエル・マルケス(ポルトガル代表)
- ヒューゴ・オーブリー(ポルトガル代表)
- チャーリー・マリー(スペイン代表)
- ティム・ナナイ＝ウィリアムズ(サモア代表)
- テイラー・ゴンティネアック(ルーマニア代表)
- アミニアシ・ツイマバ(フィジー代表)
- ワティソニ・ヴォツ(フィジー代表)

## 歴代所属選手
- コンラッド・マライス(ナミビア代表)
- ゴンサロ・ケサダ(アルゼンチン代表)
- トゥクルア・ロコツイ(トンガ代表)
- ジョー・トゥイネアウ(トンガ代表)
- ピエール・ミニョニ(フランス代表)
- ヤニック・ニヤンガ(フランス代表)
- パトリス・オリビエ
- スティービー・セルケイラ(ポルトガル代表)
- アレクサンドル・タルス(ルーマニア代表)
- イリア・ゼドギニゼ(ジョージア代表)
- ラシャ・ロミゼ(ジョージア代表)
- ラシャ・マラグラゼ(ジョージア代表)
- テリー・ボーラウア(7人制フランス代表)
- リオネル・ボクシス(フランス代表)
- ジョン・サバラ(スペイン代表)
- アルバル・ヒメノ(スペイン代表)
- ラファエレ・ストルティ(ポルトガル代表)
- サヴェナザ・ラワザ(フィジー代表)